# Walickowszczyzna
Walickowszczyzna (biał. Валіскаўшчына, Walickauszczyna; ros. Валисковщина, Walickowszczina) – wieś na Białorusi, w obwodzie grodzieńskim, w rejonie świsłockim, w sielsowiecie Porozów.

## Historia
Dawniej majątek ziemski (folwark). W XIX i w początkach XX w. położona była w Rosji, w guberni grodzieńskiej, w powiecie wołkowyskim, w gminie Hornostajewicze.
W dwudziestoleciu międzywojennym leżała w Polsce, w województwie białostockim, w powiecie wołkowyskim, do 30 grudnia 1922 w gminie Święcica, następnie w gminie Porozów. W 1921 miejscowość liczyła 49 mieszkańców, zamieszkałych w 7 budynkach, w tym 44 Polaków i 5 Białorusinów. 32 mieszkańców było wyznania rzymskokatolickiego i 17 prawosławnego.
Po II wojnie światowej w granicach Związku Sowieckiego. Od 1991 w niepodległej Białorusi.